# Keri Claussen
Keri Claussen (Missouri, 22 settembre 1974) è una supermodella statunitense.

## Biografia
Keri Sue Claussen, com'è registrata all'anagrafe, ha debuttato come modella a 15 anni e da allora, tra le sue apparizioni sulla carta stampata, vanta pubblicità per Emporio Armani e Victoria's Secret; ha sfilato anche per Krizia, Christian Dior, Givenchy e Karl Lagerfeld, oltre che a quella di Victoria's Secret nel 1995.

## Agenzie
- Next Model Management - Toronto[1]
- Next Model Management - Montréal[1]
- Modelwerk[1]
- Chic Management[1]
- Flair Model Management[1]